# Murillo El Cuende
Murillo El Cuende település Spanyolországban, Navarra autonóm közösségben. Murillo El Cuende Caparroso, Olite, Pitillas, Santacara, Mélida és Bardenas Reales községekkel határos. Lakosainak száma 712 fő (2024).

## Népesség
A település népessége az elmúlt években az alábbi módon változott:
| Lakosok száma | 649  | 657  | 657  | 648  | 655  | 653  | 670  | 665  | 673  | 712  |
|               | 2001 | 2004 | 2006 | 2009 | 2011 | 2014 | 2016 | 2019 | 2021 | 2024 |